# Переможний
Перемо́жний — пасажирський залізничний зупинний пункт Лиманської дирекції Донецької залізниці.
Розташований у селі Переможне, Щастинський район, Луганської області на лінії Кіндрашівська-Нова — Граківка між станціями Новий Айдар (18 км) та Половинкине (14 км).
Через військову агресію Росії на сході України транспортне сполучення припинялося, проте з 30 травня 2016 року рух поїздів відновлено. Лінією Валуйки — Кіндрашівська почував курсувати приміський поїзд Кіндрашівська-Нова — Лантратівка, який робить зупинки лише по станціях.